# Jamie Linden (scénariste)
 (juillet 2020).
Jamie Linden est un scénariste américain né le 3 septembre 1980 en Floride.  
Il a écrit le scénario des films We Are Marshall (2006) et Dear John (2010). Il a également écrit et réalisé le film 10 ans, sorti en 2011.